# Franco Vaccari (psicologo)
Franco Vaccari (Arezzo, 9 luglio 1952) è uno psicologo italiano.
È fondatore del Metodo Rondine, un approccio relazionale innovativo al tema del conflitto (inteso in senso positivo), basato sull'esperienza concreta da lui fondata di Rondine Cittadella della Pace, borgo internazionale vicino ad Arezzo dove si lavora quotidianamente per trasformare i conflitti di ogni tipologia e in ogni contesto.
È docente titolare del corso “Psicologia del conflitto e della pace” presso la Pontificia Università Lateranense. È inoltre autore di pubblicazioni divulgative e scientifiche ed editorialista di Avvenire e di Toscana Oggi.

## Biografia
Nato ad Arezzo nel 1952, Vaccari manifesta fin dalla gioventù il proprio interesse al mondo dell’associazionismo, soprattutto di matrice cattolica, al dialogo ecumenico e interreligioso tanto da ricoprirvi un ruolo di primo piano come formatore. Nel 1996 fonda infatti il “Gruppo Polis”, un progetto di cultura politica orientato alla soluzione dei problemi della città nel mondo contemporaneo. Tre anni dopo è co-fondatore di “Sorgenti-Sources”, un progetto di collaborazione ecumenica internazionale tra università e istituti di ricerca cattolici e ortodossi, incoraggiato dal Pontificio Consiglio per l’Unità dei cristiani.
Nel 1976 si laurea in Psicologia presso l'Università degli Studi di Roma “La Sapienza” discutendo una tesi di Psicologia generale col prof. Ernesto Valentini, dal titolo "Omeostasi e limiti della ricerca psicologica". Ha ricoperto l'incarico di docente di ruolo sulla cattedra di Psicologia negli Liceo Socio-Psico-Pedagogico "V. Colonna" di Arezzo dal 1988 al 2017 e, a partire dal 2005, di docente di psicologia presso l’Istituto Superiore di Scienze Religiose di Arezzo, allora sede distaccata della Facoltà Teologica dell’Italia Centrale di Firenze, e oggi divenuto Istituto Superiore di Scienze Religiose della Toscana “Santa Caterina da Siena”.
Ha tenuto lezioni e seminari e corsi presso università nazionali e internazionali e interventi in conferenze nazionali e internazionali tra cui Tbilisi State University (Georgia); Abkhazian University, Sukhumi (Abkhazia); University of Western Ontario, London (Canada);Loyola University, Chicago (Usa); King’s College, London (Canada); Italian Embassy in Washington (Usa); Università degli Studi di Macerata - Scuola di Studi Superiori “Giacomo Leopardi; Conferenza nazionale del Ministero degli Affari Esteri e della Cooperazione Internazionale: CO[OPERA], cooperazione allo sviluppo, sul tema “Novità e futuro: il mondo della cooperazione italiana”.
In qualità di docente di psicologia ha fondato e dirige il “Nuovo Laboratorio di Psicologia” ad Arezzo, centro di ricerca e azione innovativa in ambito psicopedagogico. Proseguendo poi la propria attività come psicologo libero professionista.
Nell’a.a. 2018-19 tiene il primo Corso su “Metodo Rondine per la trasformazione creativa dei conflitti”, metodo sperimentale riconosciuto e validato dall'Università Cattolica del Sacro Cuore di Milano e dall'Università di Padova e presentato presso la sede delle Nazioni Unite nel dicembre del 2018.

## Attività in favore della pace
Nel 1988 insieme con un gruppo di giovani amici si propose come ideatore e responsabile di una missione in Unione Sovietica, Vaccari decise infatti di inviare una lettera a Raissa Gorbačëva, moglie dell’allora presidente Michail Gorbačëv con l’obiettivo di aprire un canale di comunicazione con l’Unione Sovietica e l’Oriente, superando la logica della contrapposizione della Guerra Fredda. Da qui iniziarono le relazioni con le istituzioni culturali e personalità come Dmitri Lichacev, Sergej Kovalev, Lev Razgon, con cui sarà avviata un’intensa collaborazione proseguita con la nascita della Federazione Russa.
I precedenti contatti con la Russia portano nel 1995 a un’azione di diplomazia popolare, consistente nella mediazione della guerra russo-cecena. L’accordo tra le parti portò al primo “cessate il fuoco” di 72 ore, poi fallita, ma dalle ceneri di questa missione nacque quello che sarebbe stata Rondine Cittadella della Pace, che proprio nel borgo toscano accolse i primi studenti russi e ceceni (oggi programma denominato "World House").

### «Ventidipace sul Caucaso»
Nel 2009 sulla scia del progetto attuato nell’Unione Sovietica, fu ideatore e responsabile del progetto “Ventidipacesucaucaso”, come risposta al conflitto tra Russia e Georgia scoppiato nell’agosto 2008.
Il progetto portò alla prima Conferenza Internazionale dei Popoli del Caucaso, tenutasi a La Verna nel maggio 2009, in cui 150 esponenti della società civile nord e sud caucasica hanno redatto e approvato all’unanimità una proposta di risoluzione dei conflitti: i “14 Punti per la pace nel Caucaso”. Nello stesso anno e nell’anno successivo,  I “14 Punti” vennero presentati al Parlamento europeo e al tavolo di Ginevra per la risoluzione del conflitto nel Caucaso del Sud, tramite i rappresentanti dell’OSCE e dell’Unione Europea, e successivamente consegnati alle istituzioni politiche, accademiche e religiose di Azerbaijan, Armenia, Georgia e alle autorità de facto abkhase, con approvazione delle parti in causa.
L’azione di diplomazia popolare ottenne il primo successo nel 2010 quando un gruppo di giovani internazionali di Rondine insieme con il presidente attraversano il fiume Enguri, oltrepassando così la Red Line tra Georgia e la Repubblica di Abkhazia, autoproclamatasi indipendente.

### «Una nuova classe dirigente per la Sponda Sud del Mediterraneo»
Nel 2012 prende l’Avvio il programma triennale di formazione "Una nuova classe dirigente per la Sponda Sud del Mediterraneo", in risposta alle cosiddette Primavere Arabe, patrocinato dal Ministero degli Affari Esteri e dal Ministero per la Cooperazione Internazionale e l’Integrazione, che coinvolge in tre anni cinquanta giovani professionisti provenienti da Egitto, Libia e Tunisia.
In risposta alle azioni e ai progetti portati avanti da Franco Vaccari, nel 2015 su proposta della Vicepresidente della Camera dei Deputati, On. Marina Sereni, Rondine Cittadella della Pace viene candidata al Premio Nobel per la Pace.

### Le Nazioni Unite e l'amicizia con Liliana Segre
Su invito del Ministero degli Affari Esteri italiano e della Rappresentanza italiana alle Nazioni Unite, il 10 dicembre 2018 Rondine Cittadella della Pace porta alla sede delle Nazioni Unite a New York l’esperienza maturata nella promozione del dialogo e nella trasformazione creativa dei conflitti a tutti i livelli e in occasione del 70º anniversario della Dichiarazione universale dei Diritti dell’Uomo lancia la campagna “Leaders for Peace". Il cui Appello è stato presentato dapprima al Cardinale Segretario di Stato, Pietro Parolin, e al Presidente della Repubblica, Sergio Mattarella (11 ottobre 2018), in seguito al Corpo Diplomatico presso la Santa Sede (28 novembre 2018) e infine, prima della partenza per gli Usa, a Papa Francesco (3 dicembre 2018), durante l’udienza privata concessa a Rondine.
Nei giorni successivi Vaccari insieme con una delegazione di Rondine Cittadella della Pace, presenta all’Ambasciata d’Italia a Washington la prima discussione internazionale sul Metodo Rondine, cui partecipano importanti studiosi tra cui Ricardo de Guimaraes Pinto dell’UNESCO, Gerard F. Powers, uno dei massimi esperti mondiali di studi sulla pace del Kroc Institute presso la University of Notre Dame; Andrea Bartoli, Rettore della Scuola di diplomazia della Seton Hall University; Jack Nusan Porte, da Harvard; Miguel Diaz, ex ambasciatore, oggi docente alla Loyola University; Michael David Kaiser, del Lutheran College di Washington; Adam Muller, della University of Manitoba; Aubrey Cox,  del United States Institute of Peace USIP; Charles Hauss della Alliance for Peacebuilding (AfP).
Il 17 maggio 2019 il Presidente del Consiglio italiano, Giuseppe Conte, aderisce all’Appello della campagna Leaders for Peace e annuncia di spostare una cifra simbolica dal bilancio della Difesa per la costituzione della prima Borsa di studio per formare leader globali di pace, nell'erigenda Global Leaders School.
Il 9 ottobre 2020 Liliana Segre, amica conosciuta da Vaccari dai tempi dei dialoghi ebrei-cristiani promossi nel monastero di Camaldoli, decide di svolgere a Rondine la sua ultima testimonianza pubblica, affidando ai giovani dai luoghi di guerra e alle scuole il suo messaggio di pace, lascito prezioso e universale ricordato oggi nel borgo di Rondine nell'Arena di Janine.

## Pubblicazioni

### Opere
- Amicizia Monti e Città, Ed. Camaldoli, 2001;
- Portici. Politica vecchia nuova passione, Ed. Ave,  2007;
- S-confinamenti, Ed. Pazzini, 2018 (bilingue italo-inglese);
- StoRYcycle. La bellezza di storie rovesciate, Ed.  Pazzini, 2018 (bilingue italo-inglese);
- Metodo Rondine. Trasformazione creativa dei conflitti, Ed. Pazzini, 2018 (bilingue italo-inglese);
- “Pace ed educazione”, in La pace necessaria,  a cura di Michele D’Avino e Ugo De Siervo, Ed. Ave 2017;
- Rondine Cittadella della Pace. Storie di nemici che s’incontrano, scritto con Francesca Simeoni, San Paolo,     2019;
- “Il diritto a parole di pace”, in Dentro il conflitto, oltre il nemico. Il «metodo Rondine», a cura di Luca Alici, Il Mulino, 2019.
- "Ecologia del conflitto: L'approccio alla relazione secondo il Metodo Rondine", a cura di Franco Vaccari, Il Mulino, 2024

### Riviste scientifiche
- L’Europa e l’evoluzione positiva della dialettica amico-nemico (2014), in “Anthropologica”, Annuario di studi filosofici dell’Istituto Jacques Maritain.[6]
- L’approccio al conflitto nella World House di Rondine Cittadella della Pace (2017), in “Anthropologica”[10]

## Titoli e riconoscimenti
Fino al 2005 è stato presidente della Commissione per l’ecumenismo e il dialogo interreligioso della Diocesi di Arezzo-Cortona-Sansepolcro.
L'anno successivo è stato nominato consulente del Ministero per le Politiche della Famiglia, con delega per le questioni dell’infanzia e dell’adolescenza.
Nel 2008 riceve la Laurea honoris causa in Risoluzione dei conflitti presso la David Guramishvili Georgian International University di Tbilisi per l'impegno dimostrato e il lavoro svolto con il progetto "Venti di pace" in nome del dialogo nel Caucaso colpito dall’esplosione della guerra russo-georgiana nell’agosto 2008.
Nello stesso anno riceve il Premio Civitas Aretii per aver significativamente contribuito, attraverso un’estesa e qualificata rete di relazioni a livello nazionale ed internazionale, a favorire la promozione della cultura e della storia del territorio aretino in Italia e nel mondo, oltre che a diffondere nelle scuole i valori della conoscenza, della diversità e della pace.
Dal 2012 è Membro del Comitato scientifico del Master in Mediazione e gestione dei conflitti, Dipartimento di Scienze per la Pace dell'Università degli Studi di Pisa e dal 2016 è Membro del Comitato Scientifico dell'Università per la Pace di Roma, rappresentante dell'Organismo ONU Università per la Pace - UPEACE nel Sud Est europeo, Medio Oriente, Mediterraneo, Africa Settentrionale e Sub-sahariana. Nello stesso anno riceve il Premio per la pace G. Dossetti per l’originale metodo di formazione rivolto a ragazzi che hanno avuto modo di apprendere l’importanza di una cultura di pace, di dialogo e solidarietà.
Sempre nel 2012 riceve inoltre il Premio Zamenhof per essersi distinto nella cooperazione fra i popoli, nella vocazione alla pace, nell’aiuto a paesi in via di sviluppo e alle lingue cosiddette minori.
Nel 2014 riceve il Premio Minerva, premio all’Uomo per il contributo professionale e umano dato alla società.